# Dagmar Bussiek
Dagmar Bussiek (* 4. Februar 1973 in Rotenburg/Wümme) ist eine deutsche Historikerin und Hochschullehrerin.

## Werdegang
Bussiek studierte von 1992 bis 1997 Geschichte und Politikwissenschaft an der Universität Kassel. Nach der Magisterarbeit wurde sie dort bei Jens Flemming 2000 im Fach Neuere und Neueste Geschichte promoviert. Im Anschluss an ihre von der Friedrich-Ebert-Stiftung geförderte Promotion arbeitete sie als wissenschaftliche Mitarbeiterin zunächst an der Abteilung für Kinder- und Jugendpsychiatrie und ab 2002 an der Kinderklinik der Friedrich-Alexander-Universität Erlangen-Nürnberg. Von 2003 bis 2007 war sie wissenschaftliche Assistentin im Fach Neuere und Neueste Geschichte der Universität Kassel. 2007 erfolgte ihre Ernennung zur Juniorprofessorin am Institut für Medien und Geschichte an der Leuphana Universität Lüneburg. 2009 folgte ihre Habilitation und Bussiek erhielt die Venia legendi für das Fach Neuere und Neueste Geschichte. Ihre 2011 auch als Sachbuch veröffentlichte Habilitationsschrift – eine Biographie über den Redakteur und Journalisten Benno Reifenberg – erfuhr eine über die wissenschaftlichen Grenzen hinausreichende öffentliche Rezeption.
Von 2009 bis 2016 war Bussiek Verwaltungsprofessorin für Sozial- und Kulturgeschichte an der Fakultät für Kulturwissenschaften der Leuphana Universität Lüneburg. 2016 wurde sie zur außerplanmäßigen Professorin ernannt. Seither lehrte sie u. a. von 2016 bis 2019 an der Fakultät für Politik, Strategie und Gesellschaftswissenschaften an der Führungsakademie der Bundeswehr. Weiterhin arbeitete Dagmar Bussiek neben ihrer Tätigkeit in Forschung und Lehre an einer Biografie über den Offizier und Friedensforscher Wolf von Baudissin für das Institut für Friedensforschung und Sicherheitspolitik (IFSH) der Universität Hamburg, die 2021 erschien.

## Arbeitsgebiete
Die Schwerpunkte ihrer wissenschaftlichen Tätigkeit liegen auf den Gebieten der Geschichte des Holocaust und des Nationalsozialismus, in der Forschung zu Antijudaismus und Antisemitismus sowie zur Geschichte politischer Systeme, Parteien und Bewegungen in der Bundesrepublik und der DDR. Ferner bilden ebenso Frauen- und Geschlechtergeschichte und insbesondere die geschichtswissenschaftliche Aufarbeitung der Eugenik- und „Euthanasie“politik sowie der Umgang mit Menschen mit physischer und psychischer Behinderung im Dritten Reich, der BRD und der DDR ihre Forschungs- und Interessensschwerpunkte.

## Schriften (Auswahl)

### Monographien
- Dem Frieden verpflichtet. Wolf Graf von Baudissin (1907–1993) – Die Biografie. Nomos Verlagsgesellschaft, Baden-Baden 2021.
- Benno Reifenberg (1892–1970). Eine Biographie. Wallstein, Göttingen 2011 (überarbeitete Fassung der Habilitationsschrift, Universität Kassel 2009).
- Zusammen mit Christian A. Rexroth und Rolf Castell: Hermann Stutte – die Bibliographie. Biographie – Abstracts – Kommentare. Vandenhoeck & Ruprecht unipress, Göttingen 2003.
- Zusammen mit Rolf Castell, Jan Nedoschill und Madeleine Rupps: Geschichte der Kinder- und Jugendpsychiatrie in Deutschland in den Jahren 1937 bis 1961. Vandenhoeck & Ruprecht, Göttingen 2003.
- „Mit Gott für König und Vaterland!“ Die Neue Preußische Zeitung (Kreuzzeitung) 1848–1892. LIT-Verlag, Münster u. a. 2002 (zugleich Diss., Universität Kassel 2000).

### Aufsätze (Auswahl)
- „Politisch einwandfreies Personal“. Die Neuordnung der Erlanger Universitätskinderklinik nach dem Zweiten Weltkrieg. In: Monatsschrift Kinderheilkunde. Band 164, 1/2016, S. 27–33.
- Der Reichsbote. In: Wolfgang Benz (Hrsg.): Handbuch des Antisemitismus. Judenfeindschaft in Geschichte und Gegenwart. Band 6: Publikationen, Verlag Walter de Gruyter, Berlin 2013, S. 587–588.
- Seminar: Heilen und Vernichten. Medizin, Gesundheit und Bevölkerungspolitik im NS-Staat. In: Christa Cremer-Renz, Bettina Jansen-Schulz (Hrsg.): Innovative Lehre – Grundsätze, Konzepte, Beispiele der Leuphana Universität Lüneburg. UVW, Bielefeld 2010, S. 157–170.
- „Im Frauenlager war es ganz anders.“ Jüdische Frauen und Mädchen als Opfer des Nationalsozialismus. In: aspekte. Die Mädchen von Zimmer 28 / 410 Theresienstadt. Hrsg. von der Lüneburger Geschichtswerkstatt e.V., dem Kulturbüro Lüneburg des Studentenwerkes Braunschweig und dem Frauen- und Gleichstellungsbüro der Leuphana Universität Lüneburg, Lüneburg 2010, S. 89–104.
- „Wir sind immer noch sprachlos“. Frauen in Ost- und Westdeutschland nach der Wende. In: Werner Faulstich (Hrsg.): Die Kultur der 90er Jahre (Kulturgeschichte des 20. Jahrhunderts). Fink Verlag, München 2010, S. 43–61.
- „Das Ethos reiner Fraulichkeit“. Die „Frankfurter Zeitung“ und die Rolle der Frau im Nationalsozialismus. In: Dagmar Bussiek, Simona Göbel (Hrsg.): Kultur, Politik und Öffentlichkeit. Festschrift für Jens Flemming. Kassel University Press, Kassel 2009, S. 339–354.
- Eintopf für die Volksgemeinschaft. Die Kultur des Alltags unter den Bedingungen der Diktatur. In: Werner Faulstich (Hrsg.): Die Kultur der 30er und 40er Jahre (Kulturgeschichte des 20. Jahrhunderts). Fink Verlag, München 2009, S. 43–55.
- „Das Gute gut und das Böse böse nennen“. Der Reichsbote 1873–1879. In: Michel Grunewald, Uwe Puschner in Zusammenarbeit mit Hans Manfred Bock (Hrsg.): Das evangelische Intellektuellenmilieu, seine Presse und seine Netzwerke (1871–1963). Peter Lang, Bern 2008, S. 97–119.
- „Nur in Deutschland selbst ließ sich das deutsche Geschehen – wenn überhaupt – begreifen.“ Benno Reifenberg und die Frankfurter Zeitung im Nationalsozialismus. In: Francois Beilecke, Katja Marmetschke (Hrsg.): Der Intellektuelle und der Mandarin. Festschrift für Hans Manfred Bock. Kassel University Press, Kassel 2005, S. 125–211.
- Albert Viethen. Direktor der Universitätskinderklinik 1939–1945. In: Wolfgang Rascher, Renate Wittern-Sterzel (Hrsg.): 100 Jahre Kinderklinik Erlangen. Festschrift aus Anlass des 100. Geburtstages der Klinik für Kinder und Jugendliche der Universität Erlangen-Nürnberg. Vandenhoeck & Ruprecht, Göttingen 2005, S. 125–211.
- Zusammen mit Rolf Castell und Wolfgang Rascher: „Wir Ärzte strebten nach Ruhe und schlängelten uns so durch“. Albert Viethen (1897–1978), Direktor der Universitätskinderklinik in Erlangen 1939–1945. In: Monatsschrift Kinderheilkunde. Band 152, 9 / 2004, S. 992–1003.
- Die Stimme der „Ultrarechten“. Die Kreuzzeitung 1881–1892. In: Michel Grunewald, Uwe Puschner in Zusammenarbeit mit Hans Manfred Bock (Hrsg.): Das konservative Intellektuellenmilieu in Deutschland, seine Presse und seine Netzwerke (1890–1960). Peter Lang, Bern 2003, S. 49–67.